# 阿剌罕
阿剌罕（1233年—1281年7月22日），又作阿里罕，元朝札剌亦儿氏。也柳干的儿子。
承袭父亲的职务为诸翼蒙古军马都元帅。1259年，随从忽必烈渡长江攻鄂州。1261年，在昔木土脑儿击破阿里不哥之党阿蓝带儿、浑都海。1262年，在老仓口击败济南李璮，因功升为都元帅。1267年，改为上万户，从都元帅阿术攻南宋。1273年，攻破襄阳、樊城。1274年，跟随伯颜东征，攻打郢州，克沙芜堡，取鄂州（今湖北省武汉市武昌区），顺江东下，屯驻建康（今江苏省南京市）。1275年，加昭毅大将军、左翼蒙古汉军上万户。拜为中奉大夫、参知政事。分三路攻打临安，掌管右翼。率西军攻破银树东壩、建平县、独松关（今浙江省安吉县附近）等地。1276年，宋恭帝降元。阿剌罕按伯颜命，率军同董文炳等追击张世杰和宋端宗，攻浙东及闽中，在安福县追袭宋朝秀王趙與檡。阿剌罕以参知政事任江东宣慰使。1277年，晋升为行中书省左丞，转任右丞。1281年，以功官至行中书省左丞相，行中书省事，统率蒙古军十四万东征日本。途经庆元（今浙江省宁波市）去世。追封曹国公，谥号武定，后来改封曹南王，谥号忠宣。

## 延伸阅读
[在维基数据编辑]
 《元史·卷129》，出自宋濂《元史》
 《新元史/卷160》，出自柯劭忞《新元史》